# Wojskowy Sąd Specjalny

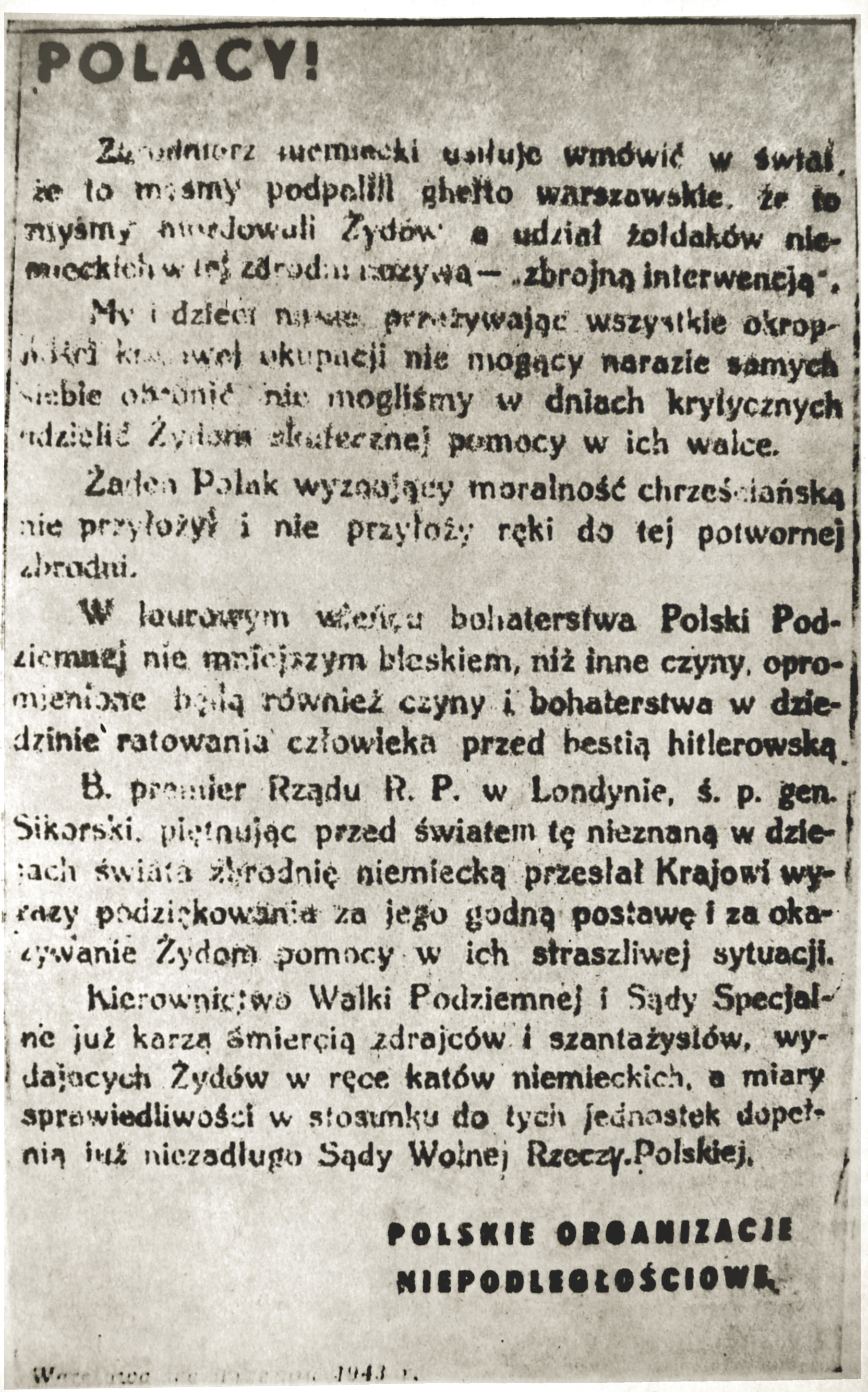
Ulotka z 1943 roku zapowiadająca kary śmierci dla "zdrajców i szantażystów” denuncjujących ukrywających się Żydów

Wojskowe Sądownictwo Specjalne – system podziemnego sądownictwa wojskowego Polskiego Państwa Podziemnego w czasie II wojny światowej. Jedyny w podbitej Europie tak rozbudowany system sądownictwa.

## Historia

### W strukturze ZWZ
Już od końca 1939 roku jednostki terenowe Służby Zwycięstwu Polski (SZP), a następnie Związku Walki Zbrojnej (ZWZ) likwidowały zdrajców. Ustaliła się praktyka, że komendanci odpowiednich szczebli przedstawiali wnioski dotyczące likwidacji komendantom odpowiednich okręgów. Istniał także doraźnie powoływany zespół sądzący Komendy Głównej SZP, który wydał kilka wyroków śmierci.
16 kwietnia 1940 roku Komitet Ministrów dla Spraw Kraju wydał „Uchwałę w sprawie sądów kapturowych w Kraju”, która została zatwierdzona przez Naczelnego Wodza i Generalnego Inspektora Sił Zbrojnych i premiera, gen. Władysława Sikorskiego.
Uchwała powoływała dwie struktury sądowe:
- wojskowe Sądy Kapturowe będące sądami karnymi tworzonymi na terenie obu okupacji (niemieckiej i radzieckiej) przy komendantach ZWZ. Istniała również struktura terenowa: tworzone przy komendantach obszarów i okręgów sądziły za przestępstwa popełniane przez członków ZWZ. Powołano również Sądy Kapturowe przy Komendzie Głównej (KG) ZWZ w Paryżu oraz przy bazach łącznikowych;
- Sądy Kapturowe przy Delegacie Głównym Rządu RP na Kraj i delegaturach okręgowych, zajmujące się przestępstwami popełnionymi przez Polaków-cywilów i przez przedstawicieli aparatu okupacyjnego.

Działalność sądów wojskowych, zwanych od początku Sądami Specjalnymi, opierała się na opracowanym w maju 1940 roku, wydanym przez Komendanta Głównego ZWZ Kazimierza Sosnkowskiego i zatwierdzonym przez gen. Sikorskiego Kodeksie Sądów Kapturowych oraz „Przepisach Materialnych”. Przepisy były uzupełnieniem przedwojennych kodeksów, karnego i karnego wojskowego i definiowały m.in., jakie zbrodnie podlegają karze śmierci: zdrada, szpiegostwo, prowokacja, denuncjacja, nieludzkie prześladowanie i krzywdzenie ludności polskiej. Kodeks Sądów Kapturowych i Przepisy zostały wydane przez Komendanta Głównego ZWZ i zatwierdzone przez Naczelnego Wodza. Kodeks Sądów Kapturowych dopuszczał jedynie karę śmierci lub uniewinnienie.
Mniejszymi wykroczeniami, nie dotyczącymi żołnierzy ZWZ/AK, lecz obywateli polskich  zajmowały się Komisje Sądzące Walki Cywilnej (później Walki Podziemnej), działające w strukturach Kierownictwa Walki Cywilnej, a później Kierownictwa Walki Podziemnej. Do arsenału ich kar należały m.in.  infamia, nagana (postanowienia o tych dwóch karach były publikowane w prasie podziemnej), upomnienie (o których informowano pismem wysłanym do ukaranego), chłosta (często za kradzież majątku Polaków) i obcięcie włosów (najczęściej wobec kobiet utrzymujących stosunki towarzyskie z Niemcami). Ostatnie dwie sankcje stosowane były głównie na wsiach, wobec osób, wobec których inne kary mogłyby być nieskuteczne i były stosowane niezmiernie rzadko.
Organizację struktury, a także zadania Służby Sprawiedliwości precyzował rozkaz dotyczący Odtwarzania Sił Zbrojnych (10 maja 1941 roku). Szef WSS przy KG ZWZ-AK płk Konrad Zieliński "Karola"  podlegał Komendantowi Głównemu SZP-ZWZ-AK, a sprawy bieżące załatwiał z Oddziałem I Organizacyjnym. W okresie konspiracji funkcje szefa WSS przy KG i szefa służby sprawiedliwości zostały połączone i służba ta została wydzielona z pionu kwatermistrzowskiego. Szef służby sprawiedliwości i zarazem przewodniczący WSS przy KG SZP-ZWZ-AK podlegał Komendantowi Głównemu przez szefa Oddziału I Organizacyjnego. Oddział I zapewniał obsługę administracyjną (budżet, lokale, łączność konspiracyjna, itd.).

### W strukturze Armii Krajowej
26 listopada 1941 roku Komenda Główna ZWZ zakończyła opracowywanie Statutu Wojskowych Sądów Specjalnych (WSS). Po zatwierdzeniu przez Sztab Naczelnego Wodza, przepisy nowego statutu weszły w życie 1 stycznia 1942 roku. Statut zawierał 13 artykułów. Pierwszy artykuł określał kompetencje WSS: „Do ścigania przestępstw, przewidzianych w obowiązujących przepisach karnych, popełnianych lub usiłowanych przez osoby wojskowe po dn. 4.12.39 r., powołuje się Wojskowe Sądy Specjalne przy Dowódcy Armii Krajowej i przy Komendantach Okręgów. Właściwości powyższych sądów podlegają ponadto wszystkie sprawy o przestępstwa godzące (bezpośrednio) w bezpieczeństwo Armii Krajowej. Sądom podlegali więc członkowie AK i wojskowi zawodowi przed wrześniem 1939 r. oraz osoby cywilne działające na szkodę AK. ”
Powołano również Cywilne Sądy Specjalne (CSS), ale nastąpiło to dopiero w 1942 r.
W dniu 21 lipca 1943 roku ówczesny Komendant Główny AK gen. Tadeusz Bór-Komorowski przedstawił rządowi w Londynie nowy statut WSS, w którym wprowadzono dwie nowelizacje. WSS miały być powoływane przy Dowódcy AK (dotychczas przy Komendzie Sił Zbrojnych w Kraju). W przypadku stwierdzenia przez prokuratora, że oskarżony nie zasłużył na karę surowszą niż pozbawienie
wolności, zniesiono możliwość zawieszenia postępowania.

## Procedura karna
Do właściwości podmiotowej WSS podlegały: osoby wojskowe, osoby cywilne współpracujące z ZWZ–AK i inne osoby oznaczone w przepisach specjalnych. Do chwili powołania CSS przy Delegatach w poszczególnych Okręgach WSS zajmowały się wszystkimi sprawcami przestępstw. WSS rozpatrywały również wszystkie sprawy dotyczące bezpieczeństwa podziemia, w tym Sił Zbrojnych w Kraju. Zgodnie ze statutem sądy rozpatrywały sprawy w składzie 3 sędziów, wśród których przynajmniej przewodniczący powinien być sędzią zawodowym „w znaczeniu ustawy o ustroju sądownictwa”. Dochodzenie rozpoczynało się na wniosek prokuratora, działającego na polecenie Dowódcy AK lub okręgu AK. Prokurator zbierał dowody (dokumenty, fotografie, zeznania świadków, opinie biegłych – zazwyczaj grafologów) i podejmował jedną z 3 decyzji: o odmówieniu ścigania, o przedłożeniu sądowi aktu oskarżenia lub o zawieszeniu postępowania. Rozprawa była tajna i odbywała się bez obecności oskarżonego, prokuratora, obrońcy ani świadków. Sąd miał prawo wezwać oskarżonego lub świadków, jednak czyniono to niezmiernie rzadko ze względu na wymogi konspiracji. Kara śmierci musiała być orzeczona jednogłośnie, inne kary – bezwzględną większością głosów. Wyrok podlegał zatwierdzeniu Komendanta AK. Jeśli nie został zatwierdzony, tracił moc prawną, a komendant powoływał nowy skład sędziów. Wyrok nowego składu nie podlegał zatwierdzeniu przez komendanta. Wynikało to z faktu, że WSS-y opierały się na postępowaniu doraźnym wprowadzonym w życie 2.09.1939 r.
Wznowienie prawomocnie zakończonego postępowania było możliwe, gdy wyrok został oparty na fałszywych zeznaniach lub dowodach, gdy pojawił się błąd, oraz gdy po wydaniu orzeczenia pojawiły się nowe, nieznane wcześniej fakty dotyczące sprawy. Zaskarżenia zbyt surowego wyroku mógł dokonać sam skazany (co było czysto teoretyczną możliwością), jego rodzina lub prokurator, który mógł również zaskarżyć wyrok na niekorzyść oskarżonego. Możliwe było również zawieszenie postępowania, również do końca okupacji.
Zdarzało się, że wykonywano egzekucje prewencyjne, gdy nie było możliwe przeprowadzenie rozprawy sądowej (ze względu na brak czasu lub możliwość represji). W takich sytuacjach wyroki był ogłaszane przez sądy ex post.
Ściganiem przestępstw zajmował się przede wszystkim kontrwywiad AK (Wydział Bezpieczeństwa i Kontrwywiadu (Oddział II Informacyjno-Wywiadowczy AK), a od jesieni 1942 roku (formalnie od stycznia 1943 roku) również Kedyw. W 1943 roku przy Kedywie powołano stanowisko referenta bezpieczeństwa. Służby te zajmowały się również prokuratorom i sędziom informacji i dowodów, a także wstępnym przygotowaniem wykonania wyroku. Wykonywaniem wyroków zajmował się najczęściej, dla WSS przy KG AK,  Referat 993/W.

## Realizacja
Zgodnie z założeniem Wojskowe Sądy Specjalne zostały powołane we wszystkich obszarach i okręgach AK. W czasie akcji Burza tworzono je także w mobilizowanych oddziałach. W poszczególnych okręgach sytuacja wyglądała następująco:
- WSS Okręg Warszawa AK wydał prawie 300 wyroków śmierci, wykonano 80.[5], WSS Komenda Główna Armii Krajowej wydał około 100 wyroków śmierci. Na podstawie wyroków publikowanych przez prasę konspiracyjną wiadomo, że w latach 1942–1943 w Warszawie oraz na terenie Obszaru Warszawskiego wydano wyroki śmierci na 49 agentów, konfidentów i donosicieli policji.
- na terenie Okręgu Kraków AK – 47 osób;
- w Okręgu Radomsko-Kieleckim wydano co najmniej 168 wyroków śmierci;
- w Okręgu Lublin AK wykonano 20 wyroków;
- we Lwowie zlikwidowano 13 konfidentów, agentów i donosicieli;
- w Okręg Poznań AK – 2 niepewne przypadki;
- w Łodzi – 1 przypadek[6];
- na terenie Okręgu Wilno AK WSS działały do wiosny 1945 roku, skazując kilkudziesięciu zdrajców za współpracę z Litwinami (od października 1939 do czerwca 1940 roku), Niemcami i Sowietami[7], 17 wyroków śmierci wykonano[5].

W skali ogólnopolskiej:
- w latach 1940–1942 wykonano około 100–200 wyroków śmierci,
- w okresie od stycznia 1943 roku do czerwca 1944 roku z wyroków WSS zlikwidowano 2015 agentów i konfidentów (1246 w 1943 roku i 769 w pierwszej połowie 1944 roku). Dane te nie zawierają kwietnia 1943 roku (brak danych),
- od lipca 1944 roku do stycznia 1945 roku (Arma Krajowa została rozwiązana 19 stycznia 1945 roku) – kilkadziesiąt wyroków (nie uwzględniając powstania warszawskiego, w którym wydano co najmniej 51 wyroków śmierci, spośród których około 35 zostało wykonanych).

Cywilne Sądy Specjalne wydały około 100-200 wyroków śmierci.
Sądy podziemne w czasie II wojny światowej w Polsce rozpatrywały około 5000 spraw. Wydały 3000–3500 wyroków śmierci, spośród których około 2500 wykonano. Głównym zarzutem, za który sądy skazywały oskarżonych było donosicielstwo, ale również zwykły bandytyzm, za który w samym 1943 roku Armia Krajowa zlikwidowała 695 przestępców.
Pewna liczba wyroków WSS została uchylona, a osoby skazane po wojnie zrehabilitowano.